# Luis Benvenuty
Luis Benvenuty (Salamanca, 1974) és un periodista espanyol. Llicenciat en sociologia i ciències polítiques per la Universitat de Granada, és màster en periodisme per la Universitat de Barcelona. Ha sigut corresponsal de La Vanguardia a la zona del Barcelonès Nord des del 2000 fins al 2014, i actualment és redactor del suplement Viure. El 2008 publicà Mudanzas, una novel·la periodística sobre la immigració de l'àrea metropolitana de Barcelona mereixedora del Premi Josep Maria Huertas Claveria 2008.

## Obra publicada
- Mudanzas (RBA, 2008)
- Ojalá te suba todo (Carena, 2014)[2]
- Te van a coger (Carena, 2019)